# نقطة الوميض

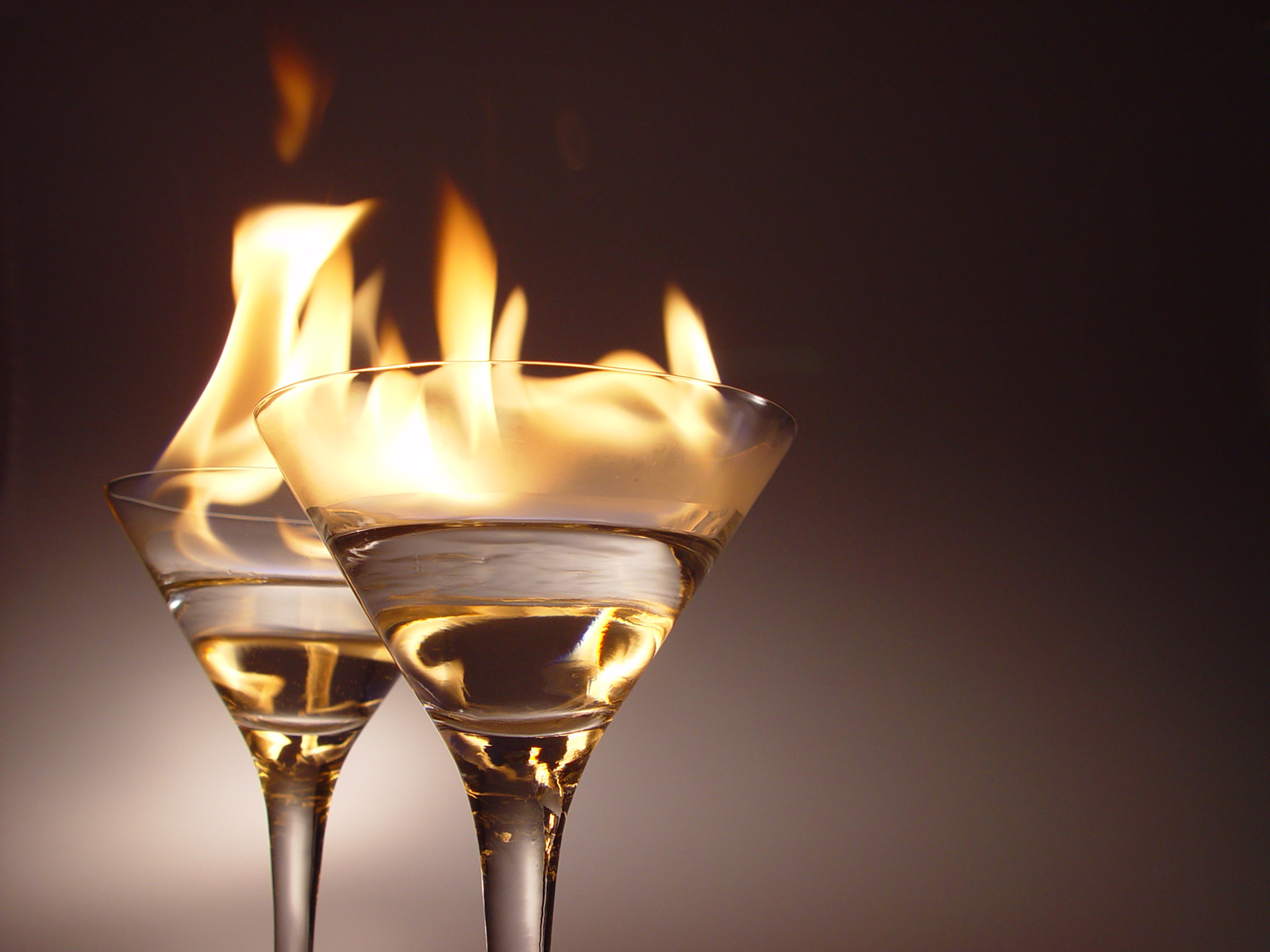
نقطة وميض للكوكتيلات المُشتعلة هي أقل من درجة حرارة الغرفة.

نقطة الوميض لسائل سريع الاشتعال هي أدنى درجة حرارة يمكن أن يشكل عندها مزيج مع الهواء قابل للاشتعال. وعند درجة الحرارة هذه يمكن إيقاف اشتعال البخار عند إزالة مصدر الإشعال. وعند درجة حرارة أعلى قليلا، نقطة الاشتعال، تعرف بأنها درجة الحرارة التي يستمر فيها البخار بالاحتراق بعد إشعاله. لا يتعلق أي من هذه المعايير بدرجات حرارة مصدر الإشعال أو السائل المحترق، التي تكون أعلى من ذلك بكثير. تستخدم نقطة الوميض كثيرًا كسمة توصيف للوقود السائل، ولكنها تستخدم أيضًا لوصف السوائل التي لا تستخدم بغرض الوقود.

## الآلية
لكل سائل سريع الاشتعال ضغط بخار، الذي هو تابع لدرجة حرارة السائل. وعند ارتفاع درجة الحرارة، يزداد ضغط البخار، فيزداد تركيز السائل سريع الاشتعال المتبخر في الهواء. إذن، تحدد درجة الحرارة تركيز السائل المتبخر في الهواء تحت شروط التوازن. تتطلب السوائل سريعة الاشتعال المختلفة تراكيز مختلفة في الهواء لتدعم الاحتراق. نقطة الوميض هي أدنى درجة الحرارة يوجد عندها تركيز كاف من الوقود المتبخر في الهواء لكي ينتشر الاحتراق بعد إشعاله بمصدر الإشعال.

## قياس نقطة الوميض
وهناك نوعان أساسيان لقياس نقطة الوميض: طريقة الكأس المفتوحة وطريقة الكأس المغلقة.
في جهاز قياس نقطة الوميض ذات الدائرة المفتوحة، تكون العينة محتواة في كأس مفتوحة (ومن هنا جاءت التسمية) التي تسخن، وعلى فترات يتم تمرير اللهب فوق السطح. إن نقطة الوميض المقاسة سوف تتفاوت في الواقع مع ارتفاع اللهب فوق سطح السائل، وعند ارتفاع كاف فإن درجة حرارة نقطة الوميض سوف تتزامن مع درجة نقطة الاشتعال. ومن الأمثلة على هذه الطريقة: طريقة الكأس المفتوحة كليفلاند (COC) وطريقة الكأس المفتوحة بينسكي - مارتنز. والفرق الرئيسي هو أن الكأس تسخن من الأسفل في الطريقة الأولى، في حين أن الكأس تسخن من الجوانب والأسفل في الطريقة الثانية.
أجهزة اختبار الكأس المغلقة، ومثال عنها طريقة الكأس المغلقة بينسكي – مارتنز، مختومة مع غطاء يتم إدخال مصدر الإشعال من خلاله دوريًا. يفترض أن البخار فوق السائل في توازن معقول مع السائل. إن أجهزة طريقة الكأس المغلقة تعطي قيم أدنى لنقطة الوميض (عادة 5-10 كلفن) وهي تعطي تقديرًا أفضل لدرجة الحرارة التي يصل عندها ضغط البخار إلى الحد الأدنى المشتعل (LFL).
نقطة الوميض هي قياس تجريبي بدلا من المتغيرات الفيزيائية الأساسية. ستختلف القيمة المقاسة مع اختلاف المعدات وطريقة الاختبار، بما فيها معدل زيادة درجة الحرارة (في آلات الاختبارالآلية)، والوقت المتروك للعينة لكي تتوازن، حجم العينة وإذا تم تحريك العينة.
فصلت طرق تحديد نقطة الوميض لسائل ما في العديد من المعايير القياسية. فعلى سبيل المثال، فصلت طريقة الكأس المغلقة بينسكي – مارتنز في ASTM D93، IP34، ISO 2719، DIN 51758، JIS K2265 وAFNOR M07-019. وفصلت طريقة الكأس المغلقة المتوازن في ISO 1523 :2002.

## أمثلة عن نقطة الوميض
يستخدم الغازولين (البنزين) في محرك يعمل بالشرارة. ينبغي أن يكون الوقود ممزوجًا مسبقًا مع الهواء ضمن الحد الأدنى المشتعل ومسخن فوق نقطة الوميض، ثم يشعل بواسطة شمعة الاحتراق. ينبغي على الوقود أن لا يشتعل مسبقًا في المحرك الساخن. ولذلك، مطلوب من البنزين أن يكون له نقطة وميض منخفضة ودرجة حرارة مرتفعة للاشتعال الذاتي.
يستخدم الديزل في محركات عالية الانضغاط. يضغط الهواء حتى يسخن فوق درجة حرارة الاشتعال الذاتي للديزل؛ ثم يحقن الوقود كرذاذ بضغط عال، مبقيًا مزيج الهواء مع الوقود ضمن حدود الاشتعال لوقود الديزل. لا يوجد أي مصدر للإشعال. ولذلك، يجب على الديزل أن يكون له نقطة وميض عالية، ودرجة حرارة منخفضة للاشتعال الذاتي.
| الوقود        | نقطة الوميض °م | درجة حرارة الاشتعال الذاتي °م |
| ------------- | -------------- | ----------------------------- |
| إيثانول       | 12.8           | 365                           |
| بنزين         | <-40           | 246                           |
| ديزل          | >62            | 210                           |
| وقود النفاثات | >38            | 210                           |
| كيروسين       | >38-72         | 220                           |
| زيت نباتي     | 327            |                               |
| بيوديزل       | >130           |                               |